# Municipio de LaMars
El municipio de LaMars (en inglés: LaMars Township) es un municipio ubicado en el condado de Richland en el estado estadounidense de Dakota del Norte. En el año 2010 tenía una población de 78 habitantes y una densidad poblacional de 0,84 personas por km².

## Geografía
El municipio de LaMars se encuentra ubicado en las coordenadas 45°58′45″N 96°42′4″O / 45.97917, -96.70111. Según la Oficina del Censo de los Estados Unidos, el municipio tiene una superficie total de 93.07 km², de la cual 93,07 km² corresponden a tierra firme y (0 %) 0 km² es agua.

## Demografía
Según el censo de 2010, había 78 personas residiendo en el municipio de LaMars. La densidad de población era de 0,84 hab./km². De los 78 habitantes, el municipio de LaMars estaba compuesto por el 100 % blancos. Del total de la población el 0 % eran hispanos o latinos de cualquier raza.